# David Larose
David Larose [David Laroz], (* 4. červenec 1985 Bondy, Francie) je reprezentant Francie v judu.

## Sportovní kariéra
Patří k nejlepším zápasníkům judo v pololehké váze, roli jednoho z favoritů však na důležitých turnajích často nepotvrzuje. Na Francouze je po technické stránce podprůměrně vybavený. Vše dohání fyzickým a taktickým pojetím boje.
Vrcholovou kariéru mezi seniory začal slibně, ale superlehká váhová kategorie mu začala být brzy těsná. V pololehké váze však vládl pevnou rukou Benjamin Darbelet a na nominaci na velký turnaj si musel počkat. Jenže ani potom neměl nominaci jistou. Svědčí o tom hned čtyři kvalifikanti z Francie na olympijské hry v Londýně v roce 2012. Startovat však mohl jen jeden a volba padla na něho. V prvním kole se utkal s Izraelcem Polakem. Po opatrném úvodu první zaútočil Izraelec a málem bodoval po výpadu o-uči-gari. Dvě minuty před koncem se Laroz dostal do vedení na juko po technice uči-mata makikomi. Izraelec se v poslední minutě snažil vyrovnat, ale neúspěšně. Ve druhém kole se utkal s Rumunem Fyšie a zvítězil po minutě boje na ippon kombinaci "karate kid" a tani otoši. Ve třetím kole se utkal s Gruzíncem Šavdatuašvilim. Oba na sebe od úvodu vlétli, ale převaha byla s postupem času na straně Gruzínce. Dvacet sekund před koncem zápasu ho Šavdatuašvili výpadem o-uči-gari poslal k zemi, ale rozhodčí podobně jako u Izraelce techniku nebodovali (resp. rozhodčí zápasu pan Franc Očko techniku bodoval jukem, ale na doporučení videorozhodčího bodování stáhnul). V prodloužení stačil odrážet Gruzíncovi výpady jen minutu a následně kapituloval po technice te-guruma.

## Výsledky
| Turnaj             | 2004 | 2005 | 2006 | 2007 | 2008 | 2009 | 2010 | 2011 | 2012 | 2013 | 2014 |
| ------------------ | ---- | ---- | ---- | ---- | ---- | ---- | ---- | ---- | ---- | ---- | ---- |
| Olympijské hry     | dns  | -    | -    | -    | dns  | -    | -    | -    | úč.  | -    | -    |
| Mistrovství světa  | -    | 7.   | -    | dns  | -    | dns  | 7.   | úč.  | -    | úč.  |      |
| Mistrovství Evropy | dns  | dns  | dns  | dns  | dns  | dns  | dns  | úč.  | 5.   | 3.   | 2.   |
| MS juniorů         | 1.   | -    | -    | -    | -    | -    | -    | -    | -    | -    | -    |
| ME juniorů         | 5.   | -    | -    | -    | -    | -    | -    | -    | -    | -    | -    |